# National Rugby League 1970
La New South Wales Rugby Football League de 1970 fue la 63.ª edición del torneo de rugby league más importante de Australia.

## Formato
Los clubes se enfrentaron en una fase regular de todos contra todos, los cuatro equipos mejor ubicados al terminar esta fase clasificaron a la postemporada.
Se otorgaron 2 puntos por el triunfo, 1 por el empate y ninguno por la derrota.

## Desarrollo

### Tabla de posiciones
| Pos. | Equipo                        | Encuentros | Encuentros | Encuentros | Encuentros | Tantos | Tantos | Tantos | Puntos |
| Pos. | Equipo                        | PJ         | PG         | PE         | PP         | F      | C      | Dif    | Puntos |
| ---- | ----------------------------- | ---------- | ---------- | ---------- | ---------- | ------ | ------ | ------ | ------ |
| 1    | South Sydney Rabbitohs        | 22         | 17         | 1          | 4          | 479    | 273    | +206   | 35     |
| 2    | Manly-Warringah Sea Eagles    | 22         | 16         | 1          | 5          | 422    | 285    | +137   | 33     |
| 3    | St. George Dragons            | 22         | 15         | 0          | 7          | 408    | 329    | +79    | 30     |
| 4    | Canterbury-Bankstown Bulldogs | 22         | 14         | 0          | 8          | 308    | 269    | +39    | 28     |
| 5    | Eastern Suburbs               | 22         | 13         | 0          | 9          | 386    | 320    | +66    | 26     |
| 6    | Balmain Tigers                | 22         | 12         | 1          | 9          | 380    | 347    | +33    | 25     |
| 7    | Cronulla-Sutherland Sharks    | 22         | 9          | 0          | 13         | 374    | 335    | +39    | 18     |
| 8    | Newtown Jets                  | 22         | 9          | 0          | 13         | 345    | 409    | -64    | 18     |
| 9    | North Sydney Bears            | 22         | 7          | 1          | 14         | 332    | 435    | -103   | 15     |
| 10   | Penrith Panthers              | 22         | 7          | 1          | 14         | 292    | 406    | -114   | 15     |
| 11   | Western Suburbs Magpies       | 22         | 6          | 1          | 15         | 329    | 403    | -74    | 13     |
| 12   | Parramatta Eels               | 22         | 4          | 0          | 18         | 240    | 484    | -244   | 8      |

|  | Postemporada. |

### Postemporada

#### Semifinales
| 29 de agosto | St. George Dragons | 12 - 7 | Canterbury-Bankstown Bulldogs |  |  |

| 5 de septiembre | South Sydney Rabbitohs | 22 - 15 | Manly-Warringah Sea Eagles |  |  |

#### Final preliminar
| 12 de septiembre | Manly-Warringah Sea Eagles | 15 - 6 | St. George Dragons |  |  |

#### Final
| 19 de septiembre | South Sydney Rabbitohs | 23 - 12 | Manly-Warringah Sea Eagles | Sydney Cricket Ground, Sídney   |  |
|                  |                        |         |                            | Asistencia: 53.241 espectadores |  |

| Bandera de Australia           |
| Campeón South Sydney Rabbitohs |
| Décimo noveno título           |